# Brunatnica grotówka
Brunatnica grotówka, garbatka brzozówka (Pheosia gnoma) – gatunek motyla z rodziny garbatkowatych. Zamieszkuje Eurazję, od Półwyspu Iberyjskiego po Rosyjski Daleki Wschód. Gąsienice żerują na brzozach, rzadziej na topolach. Osobniki dorosłe są aktywne nocą.

## Taksonomia
Gatunek ten opisany został po raz pierwszy w 1776 roku przez Johana Christiana Fabriciusa pod nazwą Bombyx gnoma. Jako miejsce typowe wskazano Hamburg w Niemczech.

## Morfologia

### Owad dorosły

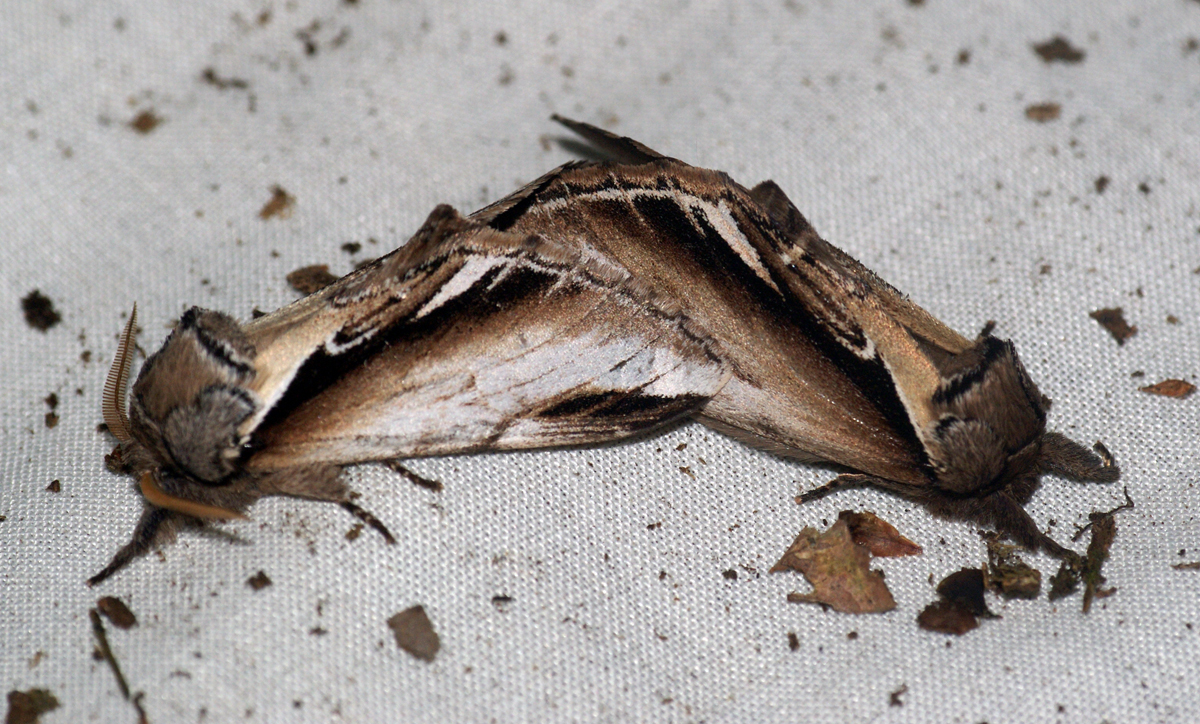
Kopulacja, samiec po lewej

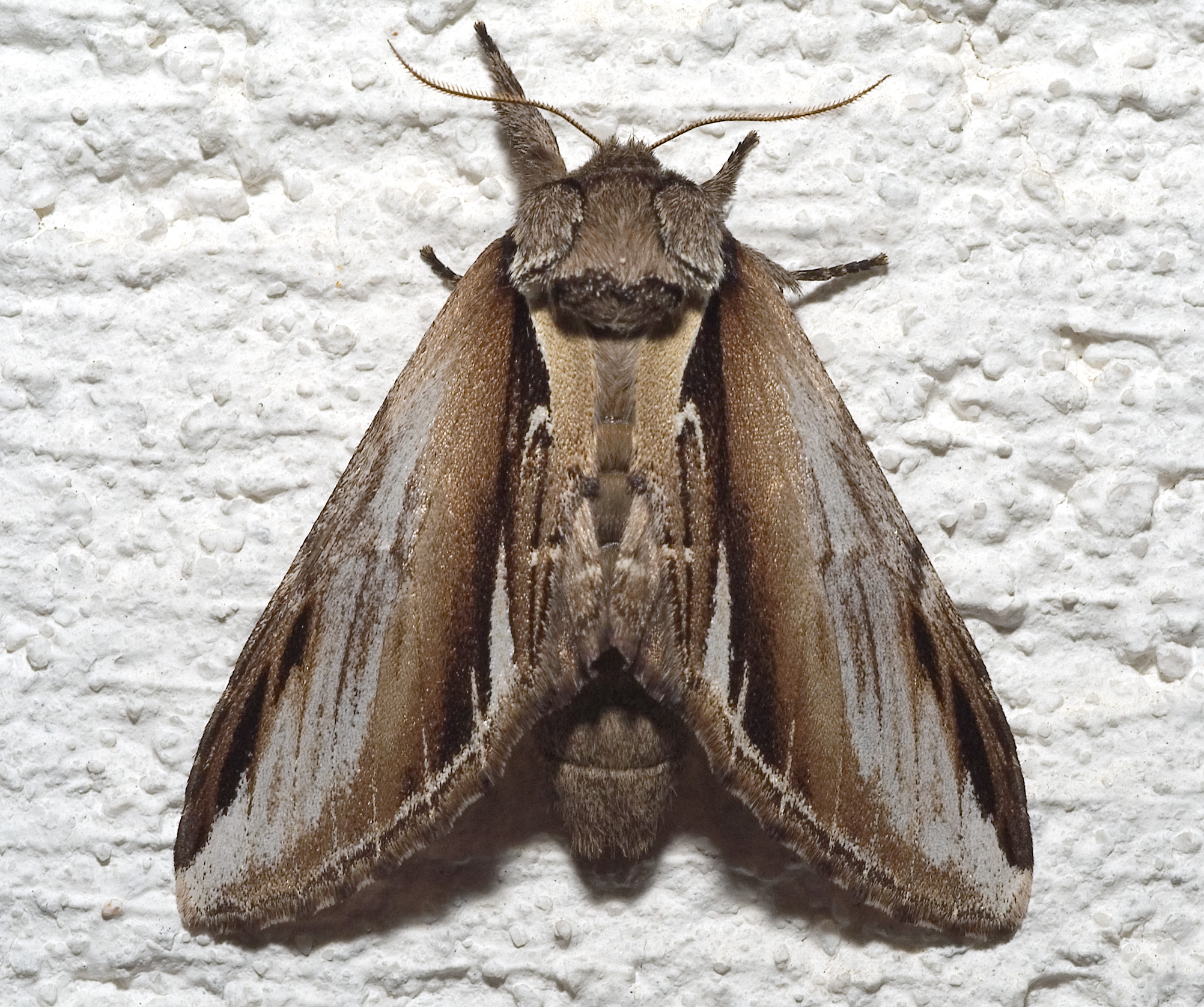
Odpoczywające imago w widoku od góry, zarysem przywodzące na myśl grot strzały

Motyl o krępym ciele i rozpiętości skrzydeł sięgającej od 48 do 55 mm. Głowa jest zaopatrzona w nieowłosione oczy złożone, bardzo krótkie głaszczki i uwstecznioną ssawkę, natomiast pozbawiona jest przyoczek. Obustronnie grzebykowane czułki osiągają ⅓ długości przedniego skrzydła i wykazują dymorfizm płciowy, u samicy mając krótsze ząbki niż u samca. Szeroki i z wierzchu wypukły tułów zaopatrzony jest w gęsto porośnięte włosowatymi łuskami tegule. Stosunkowo wąskie i wydłużone skrzydło pary przedniej osiąga od 21 do 26 mm długości. Krawędź zewnętrzną ma równomiernie łukowatą z ząbkowaniem, a krawędź tylną z pojedynczym, rzucającym się w oczy zębem. Barwa jego tła jest popielatobiała z żółtawym lub różowawym odcieniem. Na tle obecny jest wzór, szarobrązowy przy krawędzi zewnętrznej i czarny przy tylnej. Obecna w tylnym kącie klinowata plama jest szeroka, krótka i czysto biała, co odróżnia brunatnicę grotówkę od pokrewnej brunatnicy koziejgłówki. W części wierzchołkowej skrzydła leżą dwie klinowate plamy barwy intensywnie czarnej. Kolor strzępiny jest popielatoszary. Tylne skrzydło jest małe i trójkątne. Jego tło tylko w środkowej części jest białawe; w pozostałej jest popielate. W kącie tylnym tegoż skrzydła leży brunatnoczarna plama. Długi, cylindryczny odwłok ma zaokrąglony wierzchołek.

### Stadia rozwojowe
Jaja mają kształt półkulisty i osiągają między 0,55 a 0,8 mm wysokości oraz między 0,9 a 1,4 mm średnicy. Składane są luźno lub pojedynczo. Nie są przykrywane łuskami z odwłoka samicy. Ubarwienie mają początkowo białe, ale z czasem pojawia się na nich fioletowy odcień. Powierzchnia chorionu ma silnie rozwinięte aeropyle o kształcie trzech promieni rozchodzących się w przeciwnych kierunkach.
Gąsienice są ubarwione zielonkawożółto z brunatną stroną grzbietową. Ich oskórek pozbawiony jest owłosienia.

## Ekologia i występowanie
Owad ten zasiedla brzeziny oraz inne lasy liściaste, lasy mieszane i zagajniki. Gąsienice są foliofagami żerującymi na liściach brzóz, w tym brodawkowatej i omszonej, a rzadziej topól. Owady dorosłe nie pobierają pokarmu i są aktywne nocą.
Brunatnica grotówka wydaje dwa pokolenia w ciągu roku. Motyle pierwszego pokolenia latają w maju i na początku czerwca. Pierwsze pokolenie gąsienic żeruje w czerwcu i lipcu. Drugie pokolenie motyli aktywne jest od lipca do sierpnia. Gąsienice drugiego pokolenia żerują od sierpnia do początku października.
Gatunek palearktyczny. Znany jest z Portugalii, Hiszpanii, Andory, Irlandii, Wielkiej Brytanii, Francji, Belgii, Luksemburgu, Holandii, Niemiec, Szwajcarii, Liechtensteinu, Austrii, Włoch, Danii, Szwecji, Norwegii, Finlandii, Estonii, Łotwy, Litwy, Polski, Czech, Słowacji, Węgier, Białorusi, Ukrainy, Rumunii, Bułgarii, Słowenii, Chorwacji, Bośni i Hercegowiny, Serbii, Czarnogóry oraz Rosji, od części europejskiej przez całą Syberię aż po Kraj Nadmorski. Północna granica jego zasięgu w Europie przebiega przez Laponię. W Polsce jest gatunkiem pospolitym.